# 京都動畫縱火案

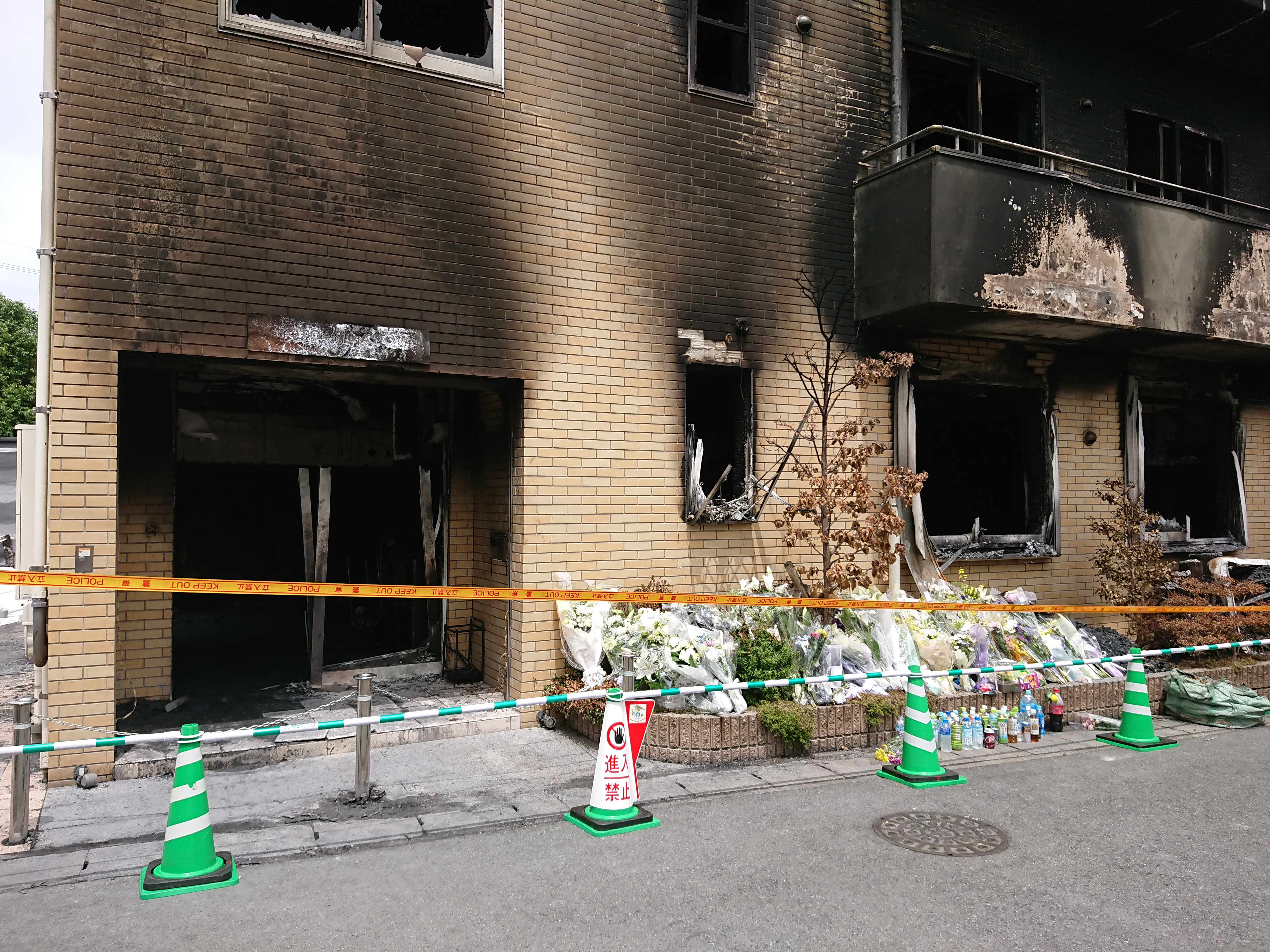
被烧毁的第一工作室入口附近（摄于2019年7月21日）

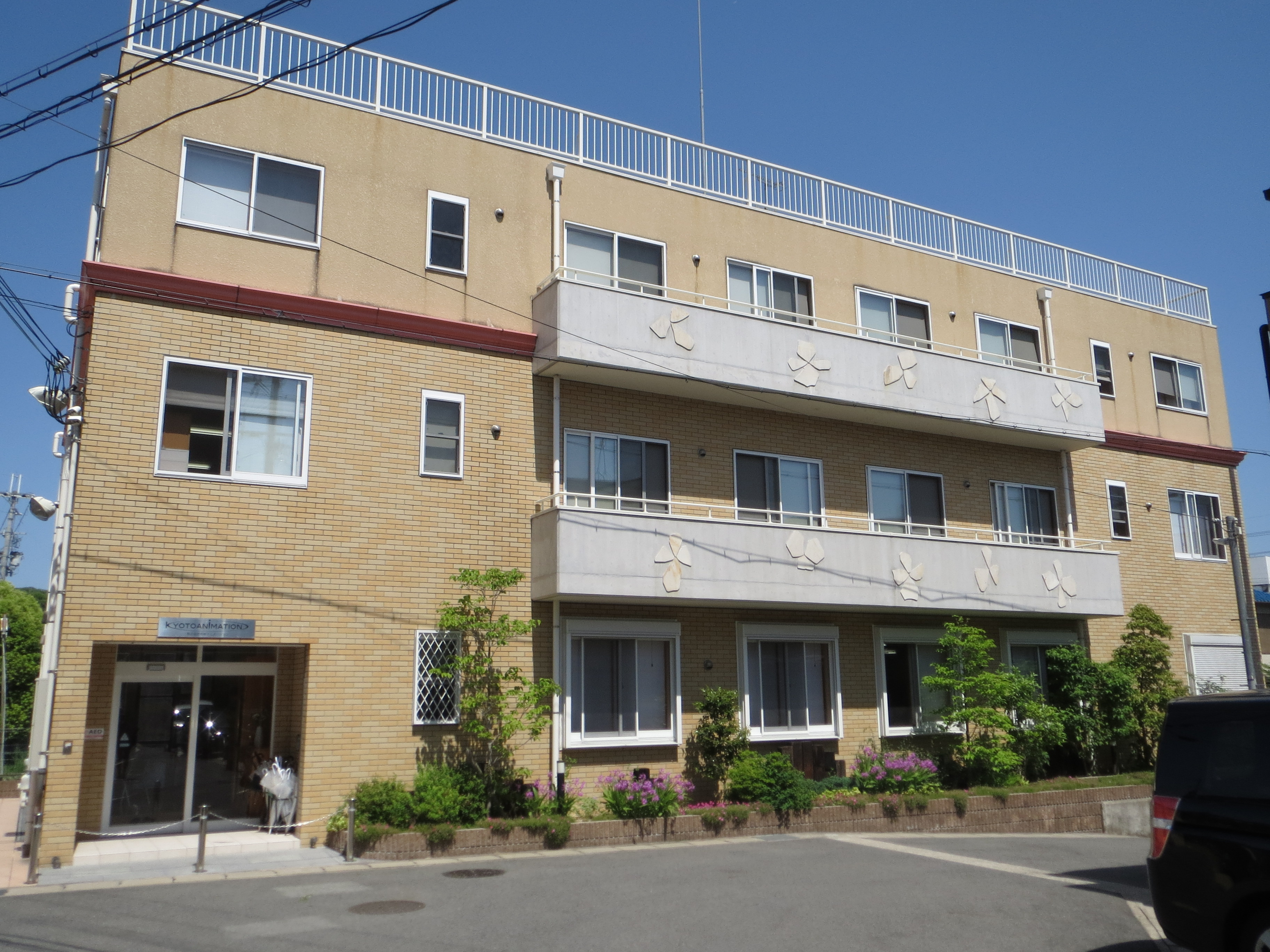
案發前的第一工作室（摄于2015年5月5日）

2019年7月18日，日本京都府京都市伏見区桃山町京都動畫第一工作室遭人縱火。事件導致京都動畫第一工作室樓高三層、总面积691.02平方米的建築物完全燒毀，造成包括縱火者青葉真司在内的69人受害，其中36人死亡、33人受傷。该事件被日本媒体认为是“平成时代以来最致命的纵火事件”。此外，根据京都动画的昵称，事件也被稱為「京阿尼事件」。

## 事件背景
京都動畫於數年前就开始收到各种对作品的批評和针对员工的死亡威胁，會报警或找律师处理及商討對策；但是据京都動畫社长八田英明说明，这些邮件裏并没有指责作品抄袭的内容。以往京都動畫第一工作室都會設置出入刷卡保安系統，不過在事發日早上，為了讓預訂來訪的NHK新聞記者方便進出而解除門禁。在案發後舉行的NHK放送總局長木田幸紀的記者會上，他透露在當天早上11時，NHK的人員原訂將和京都動畫就其推廣殘障人士運動（配合東京帕運會）的動畫短片《Animation x Paralympic：谁是你的英雄？》的委託進行商討。
该建築依法设置灭火器和火灾警报器，以及挡烟垂壁，並通过2018年10月京都市消防局的检查。但自動灑水系統和室内消火栓因为法律並沒有要求“事务所”建筑设置而没有安装。

## 事件經過
2019年7月18日上午10點31分左右，青葉真司闯入位于京都市伏见区宇治線的六地藏站以北约100米处的住宅区拐角的京都動畫第一工作室，从携带的水桶中向外傾倒了约10升汽油後点火并随即引發火災。大火引燃了工作室内包括画稿在内的易燃品，并迅速产生大量浓烟，周边居民发现浓烟后立即向消防局报警。
事件發生後，青葉真司不慎被火烧到，并立即逃离现场，最终在约一百公尺外被京都动画的工作人员制伏，并随即被京都府警察抓獲，青葉真司表示“火是我放的，浇了汽油然后用打火机点的火”。由于其脚部、胸部、脸部等处均被烧伤并可能存在二度燒傷，随后被送往醫院接受治療，在7月26日恢复意识前一直处于意识不明、生命垂危状态，因此警方无法在第一时间进行询问。據悉火災發生時，包括該公司職員及相關人士，工作室所在大樓裡共有74人，只有6人没有受伤。當局10时35分得知火情，随后陆续出動大約49輛消防車救火及救護車，并動用直升機前往現場滅火。
據目擊者稱，青葉真司點燃汽油時，曾說了「去死」（死ね）之類的話。警察在場查問青葉真司「為什麼要這麼做」時，青葉真司回答说「因为他们盗用小说，所以放了火」，有目击者听到青葉真司憤怒大叫「抄襲」（パクりやがって）。事件发生前，青葉真司从纵火现场附近的加油站以给发电机用为由购买了40升汽油，此外，有人在纵火现场发现了装有几把刀和一把锤子的帆布背包。而且，青叶真司曾于事件数天前便到达现场附近，对工作室进行踩点，並购买汽油的便携罐等，有计划地进行事件的准备工作。据搜查相关人士表示，自事件数天前起，现场附近便曾目击到服装及特征与青叶真司十分相似的男子。附近的监控摄像头也拍下了其往来于现场周边的身影。在量贩店购买装盛汽油用的便携罐的人和将便携罐装载于手推车上行走的身影均已确认为青叶真司本人。在距离现场以西约500米的公园内，居住在附近的女性于事件前一天的17日中午左右，曾目击到横躺在长椅上可疑男子的身影。服装与青叶真司所穿的相似，京都府警于事件后，在该公园内发现了便携罐的空箱。
火災現場可能發生爆燃現象，加上工作室一至三樓由螺旋梯貫通，煙囪效應導致火焰和濃煙迅速竄升。青葉真司在衝進一樓大門後，隨即潑灑和点燃汽油，泼洒和点燃汽油的位置被认为是在螺旋梯附近，京都府警调查发现，发生火灾的京都动画第一工作室大楼设有通往楼顶的大门，且从大门内侧是可以打开的。警方初步认为，由于火势猛烈且浓烟蔓延过快，最终导致多数人未能及时逃生。
京都市消防局于下午3時19分宣布火势已被控制。第二天早上6点20分左右，在事件发生20个小时后，京都市消防局宣布大火已被完全扑灭。在火灾现场中发现的死者遗体被安置在京都府警察学校。

## 案件调查
在現場的33具遺體中，2具位於一樓，11具位於二樓，其餘20具位於三樓至樓頂的階梯上。其中男性12名，女性20名，1名無法辨認性别（之后确认为女性），年龄最小者为21岁，年龄最大者为61岁，20~29歲的有15人，30~39歲的有11人，40~49歲的有6人，60歲以上的有1人。7月23日，京都府警公布罹難者死因調查結果，27人死於全身燒傷、4人死於一氧化碳中毒、2人死於窒息、剩下1人無法判明。
2019年7月19日，京都府警公布嫌疑人姓名。警方表示，嫌疑人青葉真司因严重烧伤而暂时没有被捕，并正在接受治疗，但“鉴于此案的严重性，我们将嫌疑人的姓名公之于众。”京都府警将案件列为“放火杀人案”侦办。
7月20日，京都府警宣布因伤情严重，将嫌疑人青叶真司用直升机转移至大阪狹山市的一家專門治療燒傷的醫科大學接受治療。同日以他涉嫌放火和杀人取得逮捕状，待身体状况恢复后逮捕。7月26日，犯罪嫌疑人青叶真司已恢复意识，但因仍处于严重烧伤状态，无法实施逮捕。
警方基於逮捕青葉真司時，他呼喊着「（他們）盜用我的小說！」，但青葉真司未曾於京都動畫工作，也沒有證據顯示青葉真司出版過小說，警方決定朝青葉真司對京都動畫有片面的恨意方向偵辦其動機。
7月30日，据《京都新聞》報導，京都動畫的代理律師表示在京都動畫大獎一般小説的公開招募時曾經收到過與青葉真司同名同姓同一住址的小說投稿，但其投稿的作品沒有通過第一次評審，京都動畫代理人也表示確信投稿小說和京都動畫作品沒有相似性。同时，警方也在青叶真司家中搜查到了原稿用纸。
7年前（即2012年），青葉真司在便利店因搶劫被捕，當時青葉對警方表示：「我和秋葉原無差別殺人犯的心境是一樣的，就是想進監獄」他還稱：「我考慮過在他人身上撒汽油再點燃」。搶劫事件的導火索是「因小說與家人關係惡化」。

### 犯罪嫌疑人
青葉真司，1978年5月16日出生，住埼玉县埼玉市，有精神疾患病史。童年父母离婚，与父亲、哥哥、妹妹一起生活，家境贫穷。小学时曾加入柔道部，但朋友不多。中学疑似遭到校园霸凌，变得不爱出门。高中就读埼玉县内一所夜校、半工半讀，白天做埼玉縣兼職的文書處理人員。該時期的上司表示，最令人印象深刻的是他工作時的微笑，總是充滿活力地喊著“我來了”、“我走了”，也沒有遲到或缺勤過。
畢業後做過送报员、便利店店员等职。在1999至2006年時，在埼玉縣春日部做便利店員工作，女房東表示：“他從沒有惹出過麻煩，在我記憶中的青葉，和電視上的青葉是不一樣的”。而後21歲時，父親自殺，其後青葉与家里人逐渐疏远、與母親斷絕關係。2006年因偷竊内衣被警察逮捕。
后来，青葉前往埼玉县内一家人才派遣公司注册，后又前往茨城县内一家邮局工作。2010年至2012年，通过当地公共職業安定所入住茨城县常总市的雇用促進住宅，此间引发不少问题，如用鈍器击打墙壁产生噪音、或是拖欠房租等。2012年6月20日凌晨，在茨城县坂東市从便利店持刀抢劫2万日元现金，於当天11时自首，隨後被逮捕並服刑3年6個月。2016年1月出狱并成为“特别调整”对象，接受国家社会福利支持，在埼玉县埼玉市内更生保护设施生活了数月后入住埼玉市内的单身公寓。虽不再拖欠房租，但有时和附近鄰居因噪音问题产生爭執，甚至惊动警察和医护人员。
青葉真司的鄰居談及此人時稱：「他搬到來這裡（3年前）至今從不與人來往，不知道他的底細」。住在嫌疑人對面27歲男住戶表示：「案發4天前（14日）中午時，突然無故敲我的家門，又扭動門把，之後再於住所內敲打牆壁。我去提醒他，他眼睛張大，一邊抓住我的頭髮一邊揪住我的胸口，嘴里不斷重複地說：『殺了你，我已經沒什麼好失去的了』（殺すぞ。こっちはもう失うものがないんだよ）。這是我第一次和他說話，有一瞬間我真的以為要被殺死了。以前在深夜經常聽到他放出高分貝很大聲的遊戲或動畫音樂聲、特別吵，我報過好幾次警了（5、6次）。」青葉真司揪住鄰居胸口有十幾分鐘，這段期間嘴里還不斷重複着「閉嘴」（黙れ）、「吵死了」（うるせー）、「我沒空閒」（余裕がない）一類的惡語。該名男住戶隨後立刻前往派出所報警，並到朋友家裡投宿。他說當時感到很恐懼，覺得「這裡已經不能住了，會被殺掉」。
同樣住在同一幢公寓二樓的另一名37歲的男住戶表示在3月間也有聽到由嫌疑人的住家超大的音樂聲，表示：「在深夜2點不斷有像地響一樣的聲音一直吵到我無法入睡。叫了警察來處理也不過是停了一陣」，表示其生活習慣很差，凌晨時分鬧鐘一定會響。
報導指出，警方在調查青葉真司的居所時，打開房門便被嚇傻，房間的狀況十分可怕，家中停電，冰箱內的食物早已腐壞、發臭，甚至流出汁液。屋內彷彿曾被狠狠破壞過，如笔记本电脑的螢幕被摔爛、房內的牆壁上充滿鐵鎚敲打過的痕跡。 
京都府警表示青葉真司曾在案發前幾天在京都車站附近的網吧裡收集京都動畫建築物相關信息，被認為生活在埼玉市的青葉可能不熟悉動畫公司情況。同樣在案發生前幾天，青葉真司在離案發現場有五公里遠的一間五金店購入一台手推車和两个可裝20升汽油用的攜帶式汽油桶。 
青叶真司在纵火后自身9成皮肤被烧伤，住院超过10个月，恢复后能够坐在轮椅上活动和说话。

## 案件审理
2020年5月27日，京都府警方以殺人及縱火等嫌疑逮捕青葉真司。警方表示，青葉真司承認犯罪。
2021年5月27日，因考量被告身體狀況是否能支持整個開庭過程，公判前整理程序第一次的日期仍未公佈，第一次公判的日期也暂且不明。
2023年1月19日，據日本各大傳媒報導，經過法院，檢察廳，辯護律師三方商議，目前其計畫在2023年9月上旬至12月下旬開始審理該案。檢察廳將向遇難者家屬轉達審理日程，供他們考慮是否參與縱火案審理。
京都地方法院在2023年5月8日至12日进行了本案的公审前整理程序，决定于2023年9月5日开始公审，2024年1月25日作出判决，公审将总计进行32场（包含後備日程，實際將開庭25日）。被告青叶真司的第一次精神鉴定结果显示其能够承担刑事责任，但之后律师方面要求再次进行精神鉴定。青叶真司能在多大程度上承担刑事责任，以及他的作案动机将成为公审的焦点。根据被害人参加制度，被害人的家属将有机会质问被告。为了保证受害人家属能够出席旁听，预备了超过60个座位。審理本案的法庭的審理區和旁聽區將會有壓克力板相隔，以保障審理順暢和安全進行。
2024年1月25日，京都地方法院判决青叶真司死刑。法官增田啟佑认为，青叶真司作出惨无人道的纵火行为，是认为自己的作品被京都动画盗用，出于恨意而犯罪，并不是受到妄想的影响，不存在精神失常或精神障碍的情况，被告具有完全的责任能力。
| 案件經過及動機審查                       | 案件經過及動機審查                                    |
| ---------------------------------------- | ----------------------------------------------------- |
| 2023年9月5至6日 （第一，二日聆訊）       | 首次公判：确认是否认罪 第一階段開案陳詞，調查證據     |
| 9月7至25日 （第三至九日聆訊）            | 质问被告人 被害人家属根据被害人参加制度质问被告       |
| 9月27日／10月2日 （第十，十一日聆訊）    | 检方查问社长、消防员等证人                            |
| 10月11／16日 （第十二，十三日聆訊）      | 质问被告人 被害人家属根据被害人参加制度质问被告       |
| 刑事責任能力審查                         |                                                       |
| 10月23日 （第十四日聆訊）                | 第二階段開案陳詞 检方傳召起訴前進行精神鉴定之醫師作供 |
| 10月26／30日 （第十五，十六日聆訊）      | 檢方傳召起訴前後精神鑑定之醫師作供                    |
| 11月6日 （第十七日聆訊）                 | 检方 中期总结陳詞 辩方 中期辩论                       |
| 合議庭從11月9日起進行中期评议            |                                                       |
| 量刑審查                                 |                                                       |
| 11月27日 （第十八日聆訊）                | 最終階段開案陳詞 質問被告人                           |
| 11月29日／12月4日 （第十九，二十日聆訊） | 進行受害人陳述等程序                                  |
| 12月6日 （第二十一日聆訊）               | 進行質問被告人等程序                                  |
| 12月7日 （第二十二日聆訊）               | 检方 結案陳詞 辩方 最终辩论                           |
| 合議庭從12月14日起進行最終评议           |                                                       |
| 合議庭在2024年1月25日公布判決            |                                                       |

2024年1月26日，本案辯方就判決不服，提出上訴；2月7日，青葉真司共同提起上訴。本案將由大阪高等法院繼續審理。
2025年1月27日，大阪高等裁判所表示，青叶真司撤回了上诉。但其辩护律师随后申请认定撤回无效，大阪高等裁判所将非公开判断是否二审。

## 影響
2020年2月1日起，日本將施行汽油銷售實名制，以防止汽油用于纵火。经销商必须查驗购买桶装汽油顾客的身份证件，登记姓名、购买时间和数量，并询问用途，並且記錄這些資料；违反规定者将面临行政处罚。对拒绝出示身份证件、拒绝说明购买用途的顾客，卖家可以报警。汽车加油不受新规限制。

### 伤亡损失
截至8月5日16時，總務省消防廳災害對策室第11次對外發布火災详细資訊。受害者共69人，其中35人死亡、8人重傷（包括嫌疑人）、6人中傷、20人輕傷，火災造成該建築物全毀。
社长19日对记者表示，建筑内的电脑、以及保管的纸质历史原画和资料等全部付之一炬，损失相当惨重，但目前判明有部分原画电子化存档在位于一楼的服务器中，服务器在火灾中未被烧毁，计划将在专家们的帮助下展开数据取出工作。7月29日，倖免於難的伺服器內包括原画等在内的资料搶救成功。京都動畫公司代理人、律師桶田大介表示，伺服器內所記錄的資料沒有受損，由衷感謝為此事盡心盡力的專家們。桶田大介另外說明，伺服器內這些數據是遇難者和傷者的成果，虽已成功從中完整的搶救回數據，但還是失去了大部分紙質資料，而原畫和分鏡腳本可能得以保存。但有哪些動畫的數位化原稿能得以保存，目前仍不清楚。

#### 已公布罹難者名單
7月25日，据日本放送協會报道，死者身份均已確認。8月2日，京都府警察就本次縱火案設立的搜查本部，公布了已獲罹難者家屬同意的部分罹難者名單，共十人；其餘罹難者由於警方当时与家屬商議當中，他們的姓名暫時不公布。
8月27日下午，京都府警察在尚未經過全體家屬與京都動畫方面的同意下，仍然決定公布其餘25名罹難者名單。京都府警察同時表示，在剩餘25人的家屬當中，有5人的家屬同意傳媒以實名報導，另外20人則拒絕。而除日本放送協會及《日本經濟新聞》公開全部罹難者名單外，包括《京都新聞》，共同通訊社在內的其他部分傳媒的報導未提及所有姓名，而僅提及已獲家屬同意實名報導者。對於京都府警察的獨斷行為，京都動畫的委任律師桶田大介發表遺憾聲明，但於此同時對於部分傳媒選擇暫時不報導姓名表示感謝。
京都府警察本部在10月5日公布，一名正在醫院接受治療的20多歲女性在10月4日傷重不治，在本案中死亡的人數增加至36人。
以下為京都府警察公布的死者：
- 木上益治（61歲）（京都動畫董事、動畫導演）[100][111]
- 武本康弘（47歲）（京都動畫董事、動畫導演）[100][112][113]
- 西屋太志（37歲）（人物設計師）[100][114][115]
- 池田晶子（44歲）（京都動畫董事、人物設計師）[116][117]
- 津田幸惠（41歲）（色彩設計師）[100][118][119]
- 石田奈央美（49歲）（上色師）[99][120][121]
- 栗木亚美（30歲）（原畫師）[100][122]
- 宇田淳一（34歲）（動畫師）[100][123]
- 大村勇貴（23歲）（動畫師）[100][124]
- 笠間結花（22歲）（動畫師）[100][125]
- 横田圭佑（34歲）（製作總經理）[100][126]
- 渡邊美希子（35歲）（美術監督）[100][127]
- 石田敦志（31歲）（動畫師）[128]
- 岩崎菜美（31歲）（原畫師）[129]
- 大當乃衣（26歲）（上色師）[130]
- 大野萌（21歲）（動畫師）[131]
- 兼尾結実（22歲）（製作經理）[132]
- 川口聖矢（27歲）（原畫師）[133]
- 草野堇（草野すみれ）（32歲）（原畫師）[134]
- 佐藤綾（43歲）（動畫師）[135]
- 佐藤宏太（28歲）（原畫師）[136]
- 鈴木沙奈（30歲）（原畫師）[137]
- 高橋博行（48歲）（物品設計師、作畫監督）[138]
- 武地美穗（25歲）（原畫師）[139]
- 時盛友樺（22歲）（動畫師）[140]
- 西川麻衣子（29歲）（動畫師）[141]
- 藤田貴久（27歲）（製作總經理）[142]
- 松浦香奈（24歲）（動畫師）[143]
- 松本康二朗（25歲）（製作經理）[144]
- 丸子達就（31歲）（作畫監督）[145]
- 宮地篤史（32歲）（動畫師）[146]
- 明見裕子（29歲）（作畫監督）[147]
- 村山千岁（村山ちとせ）（49歲）（動畫檢查）[148]
- 森崎志保（27歲）（原畫師）[149]
- 渡邊紗也加（27歲）（原畫師）[150]
- 淺野杏菜（24歲）（製作經理）[151]

### 作品
受此事件直接影響，於2020年暑期放映的《Free!》系列新作劇場版最新預告消息（原定於2019年7月19日公開）中止發表，但還是會如期上映。《紫羅蘭永恆花園》的外傳劇場版動畫《外傳 —永遠與自動手記人偶—》以及完全新作劇場版動畫沒有受到太多影響，官方表示計劃上映日期保持不變，但决定在片尾公布京都动画全员名单（包括纵火案中遇难者和受伤者，但不作任何特殊标记），以示纪念。原定7月20日开始的“京阪電車×吹響吧！上低音號 2019”联动企划宣布延期。以火災为题材的電視動畫《炎炎消防隊》，原定該週7月20日凌晨于TBS系列首播的第3话延期播放，以避開該敏感事件，後於隔週復播，且往後部分火燒人的畫面會做修改。在東京電視台放送的动画《妖怪人间贝姆》的新作《BEM》受该事件影响，该动画制作委员会宣布将原定于8月4日播出的第四集延期两周播出。
另外，富士電視台週一晚間九點連續劇《監察醫 朝顏》，原定7月22日播出的第三集因剧情涉及纵火杀人而延期。

## 各界反應

### 京都动画
京都动画社長八田英明表示，被烧的第一工作室是“公司核心”，“发生这种事情感到很遗憾，肝肠寸断”，“诉诸暴力有什么用呢。要是对作品有批评，应该好好说出来啊”。八田英明表示从没接触过青葉真司，不知道他指的“盗用小说”是什么意思。八田英明于7月20日表示考虑到附近居民的感受，准备拆除火灾后的第一工作室。如果实行拆除的话，将改成有纪念碑的公园。
7月21日18时，京都动画就此次事件发表了公告，該公告表示就採訪事宜將委託律師處理，京都動畫本身將集中於傷者及死難者家屬的應對。有在火災中倖存的京都動畫員工悲憤的說：「我的夥伴（同事）已經回不來了，希望能給予嫌犯法律制裁。」
八田英明在22日透過日本廣播協會電視節目《Close Up 現代+》發表一份聲明，內容提到「請給我們一點時間，未來京都動畫會繼續為全球粉絲創造動人、充滿希望的作品」，希望觀眾們不要失去信心。在這場痛心的災難中，不少員工被大火襲擊而受傷，甚至有人因此喪命，這群人都是公司「無可取代的重要人物」，但在悲痛的同時，他也從媒體中得知「原來全世界有這麼多的人，正在密切的關心與支持我們，這是我們對抗黑暗時不可或缺的力量。」，他也提到，目前還有很多工作夥伴正在醫院與死神拔河，公司和員工都需要時間來復原、重建，希望外界不要對京都動畫失去信心，「我們會繼續創造激勵人心的動畫，全體員工一同攜手為社會做出貢獻，並與所有支持我們的粉絲一起面對挑戰。」。7月23日，京都动画的代理律师表示将会开设官方渠道接受捐款，24日18时，捐款专用账户在京都动画官网上公布。7月24日19时，京都动画对21日在官网上发布的公告做出了修订，再度强调了谢绝对本事件涉及的被害者及其家属的实名报道；以尊重家属的意向为前提，在事件安定之前，官方将不会有公布名单的计划。7月29日19时，京都动画在其官网发布了多语言公告《致世界上的各位》（《世界中の皆さまへ》）以感谢社会各界对京都动画的关心。公告与京都動畫社長八田英明在22日透過日本放送協會发表的声明内容基本相同。
8月19日17時，京都動畫表示為供公眾悼念事件的獻花台將在8月26日撤走。12月20日，京都动画在官网发表声明宣布于12月27日关闭捐款专用账户，并感谢了来自世界各地的援助，目前正在为2020年春季上映的动画电影而努力。
2023年5月24日，京都动画的代理律师告诉媒体，死者家属和京都动画计划建立一座纪念碑，目的是让人们不忘事件与逝者的存在，铭记并感谢来自国内外的广泛支援。纪念碑将设置在京都动画总部所在的宇治市内的开放场所（如公园），争取在事件5周年纪念日的2024年7月18日前建立。工作室遗址处也计划建立一座纪念碑，但因为该地将被用作公司用地，所以不会对大众公开。

### 日本动画界
事件发生後，日本动画界人士表示十分担心。動畫導演及編劇新海誠在推特發文「希望京都动画的各位平安无事」，京都动画制作的《玉子市场》主人公声优洲崎綾、同样由京都动画制作的《電影版 聲之形》中配音的小野賢章也於推特表达了对火灾的忧虑，曾為《涼宮春日的憂鬱》、《幸運☆星》兩作主人公配音的聲優平野绫和曾為《吹響吧！上低音號》的黄前久美子配音的声优黑泽朋世亦在博客中發表文章表達哀思；《新世紀福音戰士》的主角聲優緒方惠美在推特發文對縱火者表示强烈譴責：「絕對不能原諒！」；导演岩井俊二斥责肇事者“把人命当草芥，天理难容”；聲優丰崎爱生和茅原实里亦对此事件表达哀思。
日本动画协会（JAA）在推特上呼吁新闻机构“慎重冷静报道”，网民回覆担心动画爱好者又会被报道成“犯罪者预备军”。
日本動畫師演出協會（日語：日本アニメーター・演出協会）（JAniCA）在8月5日發表聲明，哀悼死難者。動畫美術指導佐佐木洋與插畫家赤井孝美表示，GAINAX在製作《王立宇宙軍》的時候也被人潑過汽油，所幸發現及時，沒有造成事故。
日本多間動畫公司在事後發表聲明，对此事件表示哀悼，亦有部分动画公司願意為京都動畫提供協助。當中包括日昇動畫、Aniplex的附属动画公司A-1 Pictures和CloverWorks，以及GONZO、BONES、Madhouse、P.A.WORKS、SHAFT、TRIGGER、東寶、Khara、Lay-duce、迪士尼日本等。

### 新闻界
该事件被日本媒体认为是“平成时代以来最致命的纵火事件”。
日本放送協會放送總局長木田幸紀就本次縱火案表示「我們重要的夥伴發生了如此糟糕的事情，我感到十分痛心」，「在世界上擁有眾多粉絲，也有很多聲音說（京都動畫的作品）帶來夢想和希望。有所才能的人們的性命被奪走，我感到痛心」。對於原本預訂和日本放送協會合作製作的《Animation x Paralympic：谁是你的英雄？》，其正和京都動畫方查詢有何資料倖免於難，並將以京都動畫主力應對死難者家屬及傷者的方針為優先。倘若京都動畫能夠建立起製作體力，日本放送協會也仍然希望與其合作。但由於縱火案的影響，京都動畫將不能趕及在殘奧會前完成其負責部分，日本放送協會在2020年2月28日宣布其負責部分終止製作。日本放送協會《Close Up 現代+》主播武田真一，在7月22日主持報導此次縱火案的節目時（上述社長聲明亦通過此節目發出）一度哽咽，並在節目後段表示自己也是京都動畫作品的愛好者。他在節目内對於眾多創作者失去生命表示哀傷。

### 地方政府和公共组织
京都動畫作品《AIR》的取景地兵庫縣香美町的觀光協會受神戶新聞採訪時表示哀悼死難者及祝傷者早日康復。當地亦舉行募捐活動。京都动画作品《轻音少女》的取景地滋贺县丰乡町町长伊藤定勉在7月19日上午发布《有关京都动画公司发生的事件》一文，文中感谢京都动画为当地旅游业带来的巨大影响，并表示愿意为其提供帮助，也希望相关人士可以保重身体。京都動畫作品《冰菓》的取景地岐阜縣高山市市長國島芳明在接受日本放送協會採訪時，指「對這突如其來的悲痛消息無以言表」，並代表該市市民祈求死難者安息，及傷者盡快康復。作中女主角千反田愛瑠的家族宅邸取景地靜岡縣掛川市加茂荘花鳥園，也設置了捐款箱。京都動畫作品《Free!》取景地鳥取縣岩美町的觀光協會會長川口博樹及町長西垣英彥都在岩美町的官方網站上發表有關本次縱火案的哀悼及祈福訊息。川口博樹在文中表示，岩美町觀光協會將盡其所能，與動畫的粉絲們一同為京都動畫公司鼓勵。京都動畫作品《電影版 聲之形》的取景地岐阜縣大垣市在其綜合福祉會館一樓大廳等兩個地方設置「激勵募金區（激励募金コーナー）」為本次縱火案勸募善款。
日本红十字会京都府血液中心表示，受此事件影响，献血所提供的血液在血库内的存量减少，呼吁各界协助献血。

### 政界
- 時任日本首相安倍晋三在推特就该事件表示「出现了这么多的死傷者，对此惨状我无以言表」、「祈愿死者安息。并向各位伤者表示慰问，希望早日康复」[212][213]，也指示国家公安委员会委员长山本顺三要对此事件进行彻底调查[214]。
  - 時任京都市長門川大作事件当天在Facebook写道“惊讶与愤怒之情无以言表”，表示消防会做好现场救援，并联合警方彻查事故原因、防止再次发生[215]。
  - 京都府知事西脇隆俊（日语：西脇隆俊）在7月19日例行記者会上说这是“罕见的凶恶犯罪行为，感到非常愤怒”，评价京都动画为“支持京都内容产业的企业，很多作品以京都府为舞台，热爱地方”，并在下午视察了现场周边[216]。
  - 由于本案中犯罪嫌疑人从加油站轻易买到汽油，警察厅事后请求加油站发现可疑人士购买汽油时，要立即通知警察[217]。
  - 7月25日，总务省消防厅发布公告，为防止同种案件再次发生，要求全国各都道府县在存储汽油时使用符合消防法规的容器，并要求加油站在消费者购买汽油时确认购买者身份、使用目的、保留相关销售记录，要求民众发现可疑行为时立即报警，并加强警方与消防部门的合作[218]。
  - 由于在本案中，工作室一至三楼由螺旋梯贯通，烟囱效应导致火焰和浓烟迅速窜升，最终导致大多数人未能成功逃生，因此京都市紧急确认对策小组决定着手掌握市内防火对象物(包括防火、准防火地区以外的建筑物)螺旋梯的实际情况并进行防火指导[219]。
  - 9月5日，日本政府在京都府廳以及日本國會内關注動畫、漫畫、遊戲的議員團的要求下，宣布對此案的捐款將會比照「義援金」（日语：ぎえんきん，災害時對地方政府的捐款）處理，以減少捐款者的稅務負擔[220][221][222]。京都府政府和京都動畫都在次日（6日）發表公告，宣布對此案的捐款將從9月20日起轉移至京都府政府内設置的「義援金分配委員會」管理，同時京都府政府，「京都府共同募金會」，日本紅十字會將分別開設銀行戶口，從9月9日開始接受捐款，至10月31日為止。而三者所接受的捐款將全數給予受害者及罹難者家屬[223][224]。
  - 由京都府政府及其他團體組成的捐款分配委員會在2020年2月28日召開的會議上決定募得的捐款，將分配予當時在第一工作室的員工（罹難者）家屬或本人（包括一名無傷但精神受創者）。[225]
- 中華人民共和國駐日大使館在推特上对死难者表示哀悼，对伤者表示慰问[226][227]，另外中华人民共和国外交部发言人耿爽称对这一事件造成重大人员伤亡感到痛心，向日方表示慰问，向遇难者表示哀悼，祝愿伤者早日康复[228]。
- 法国驻日本大使洛朗·皮克（英语：Laurent Pic）通过驻日法国大使馆在推特上表示向受害者及其家属和所有工作人员哀悼和慰问[226][229]。
- 時任中華民國總統蔡英文及台北駐日經濟文化代表處分別在Twitter上及Facebook上表達對縱火案表達驚訝和痛心，並希望死者安息、傷者迅速康復[230][231]。
- 美國駐日大使威廉·哈格蒂于18日当地时间晚间9時在推特发文对“死难者家属和伤者致以最深切的慰问”[232][233]。
- 西班牙駐日大使館於當地時間18日下午7時5分於推特發文向遇難者及其家屬表示哀悼，祈願受傷人員盡早康復[234]。
- 丹麥駐日大使館於當地時間19日上午10時4分透過推特發文對事件感到悲傷，對遇難者及其家屬親友表達感慨，願受傷人士盡早康復 [235]。
- 爱尔兰駐日大使館分別於當地時間18日下午8時以及19日上午10時24分於英文及日文推特帳號發文表示這天被悲傷籠罩，向遇難者及其家屬表達哀悼[236][237]。
- 時任加拿大总理贾斯廷·特鲁多于当地时间18日晚上在推特对遇难者家属表示深切的哀悼[238]。
- 德國駐日大使館於當地時間19日上午10時31分透過推特發文表示許多德國人民對事件感到震驚和痛心，真誠的對遇難者及其家屬親友等表達感慨，同時期望受傷人士盡早康復[239]。
- 瑞典駐日大使館於當地時間19日上午10時50分透過推特發文向遇難者祈願他們安息，對受傷人士感到同情並願早日康復[240]。
- 联合国秘书长古特雷斯在19日下午通过发言人发表声明，对袭击造成的伤亡深感悲伤，向受害者家属以及日本人民和政府表示哀悼，并祝愿伤者早日康复。[241]
- 韩国外交部表示透过驻大阪总领事馆了解到，有一位在京都动画工作的韩国籍三十五歲女性伤情严重[242][243]。

### 募捐活动
京都動畫在歐美合作的海外發行商Sentai Filmworks在群眾募資網站發起名為「Help KyoAni Heal」的群募活動，希望第一工作室能在災後重新振作。原先目標籌措50萬美元，後來又調整為75萬美元，並在7月19日凌晨2时左右籌措達到目标金額。有网友发现众筹活动中有一笔署名为Adobe公司的5万美元捐款，日本网站向Adobe公司求证，Adobe官方回覆該網站公司的确捐赠了5万美元，但并没有打算公之于众，同时官方表示为此次事件中的受害者祈福，对事件中的相关人员表示哀悼和慰问。
安利美特宣布在日本的各個店鋪自事件翌日起展开募捐活动。後來安利美特台灣分公司也宣布跟進該活動，不過因其未符合法律規定（《公益勸募條例》第5條所稱「勸募團體」不包括公司）而停止募捐。
7月26日，雅虎日本与日本動畫師·演出協會（JAniCA）合作发起了募捐。
日本动画协会于7月26日发起了募捐。2019年香港动漫电玩节及創天綜合同人祭在现场设立现金捐款箱，捐款将全数电汇到京都动画捐款专用账户。
8月1日，日本知名音乐人YOSHIKI透过其成立的非营利组织“Yoshiki Foundation America”以公益法人名义向京都动画捐款1000万日元。持有Key品牌的美少女游戏公司Visual Art's于2019年8月6日发公告哀悼不幸离世的京都动画员工，并祝愿伤者早日康复，同时宣布向京都动画捐赠1000万日元。Key社的三部游戏《Kanon》、《AIR》、《CLANNAD》均由京都动画负责电视动画化制作。

### 其他
世界各地都有人表达对事件的忧虑，并在各個社群網站大量出现「#PrayForKyoani」（天佑京阿尼）的主題標籤。中国大陆视频网站哔哩哔哩的“番剧区”与“动画区”于当晚将页面转为黑白，并打出「Pray for 京阿尼」，以示哀悼。同时，哔哩哔哩表示，其日本分社会积极参与对京都动画的援助行动。巴哈姆特電玩資訊站發表公告，向受難的工作人員與其家屬們致上哀悼之意，也祈禱現正接受治療的傷者們能夠早日康復。巴哈姆特並於其討論區中設立祈福集中串，讓其用户能傳達對於京都動畫的喜愛和祈福。巴哈姆特動畫瘋隨即在電腦版網頁上打出「#PrayForKyoani」字樣，並在官方Facebook表示「京都動畫公司遭人縱火...希望老天保佑創作者都能平安無事... 」，之後在首頁上列出京都動畫的專欄。中国大陆ACG主题网络百科全书萌娘百科于事发当日在版头以中、英、日三语打出“萌娘百科谨为京阿尼纵火事件中的罹难者祈福，愿逝者安息，生者坚强”的标语；“京都动画”和“2019年7月18日京都动画公司第一工作室纵火事件”条目的色调被调至黑白色，以表示对此事件的哀悼。
事件发生后，英国广播公司、加拿大广播公司、澳大利亚广播公司、美国有线电视新闻网和中国《环球时报》、中國中央電視台、美联社、美国广播公司等媒体皆通过驻日本记者对此事进行了报道。朝鮮中央電視台亦在新聞時段內报道此次事件。
京都动画作品《冰菓》的原作小说《古籍研究社系列》作者米澤穗信在7月20日於自身博客上發表針對此次縱火案的博文。他在博文中回顧在小說動畫化時和京都動畫共事的經歷，並表示這次經歷激勵他往後創作。他對此次縱火案表示“至今无法相信此事”，并希望伤者伤情可以尽快恢复，对杀人犯表示愤怒。他在日本時間同月27日在社交網站貼出向京都動畫指定戶口捐款一百萬日圓的截圖。京都动画作品《玉子市场》的取景地京都市上京区出町桝形商店街内，有粉丝留言表达对京都动画的支持。
NPO法人地域精神保健福祉機構（COMHBO）担心，有关被逮捕者有精神疾患病史的报道会助长社会上对相关患者的偏见。

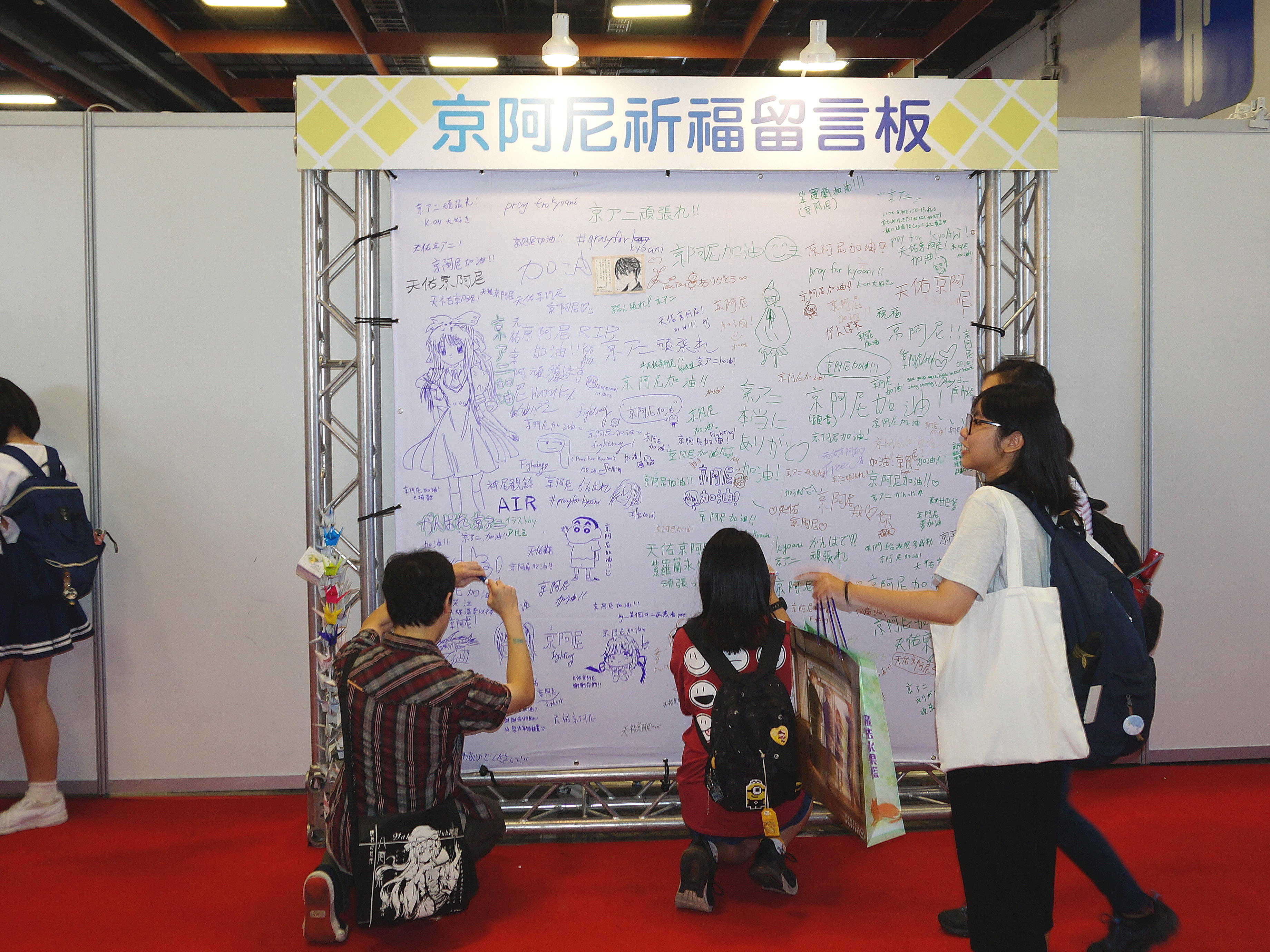
第20屆漫畫博覽會「京阿尼祈福留言板」

2019年香港動漫電玩節及創天綜合同人祭於7月26日開幕當日在09時59分（UTC+8，開幕前一分鐘）為京都動畫縱火案死者默哀，另外也於場內設立公眾悼念區及弔唁冊。同時，一群京都動畫支持者及網民自發組成「京阿尼大火在港悼念活動籌備」群組，於7月26日晚7點、30日下午5時45分在公眾悼念區舉行悼念會，又在一連五日之展期舉辦「我們所愛的 KYOTO ANIMATION」投票活動，讓參觀人士投選心儀作品。香港無綫電視J2在2019年7月28日深夜播出由京都動畫製作的劇場版《熱血自由式！友情約定》前，播出5秒由彩色轉為黑白的致意畫面，表達對事件的哀悼。2019年8月，第20屆漫畫博覽會於場內設立「京阿尼祈福留言板」，為京都動畫祈福。香港演员古天乐对此事在新浪微博上表示哀悼。
2019年8月1日，受當地居民的提議，獲得京都府代表資格參加全國高等學校棒球錦標賽的立命館宇治高等學校的吹奏樂部，為和同校棒球隊及京都動畫打氣，決定以京都動畫作品《吹響吧！上低音號》的第一季主題曲作為應援曲，並開始練習。該校在8月7日的第一場賽事中擊敗秋田縣代表秋田中央高等學校，亦確保該校可以在比賽場地甲子園球場演奏該曲。
在Adobe公司7月24日舉行的「Adobe Symposium 2019」的開首，該公司日本當地分社負責人談及此次縱火案，並表示「對被犧牲的各位衷心感到遺憾」，亦指「我們也感到十分悲傷，也會舉行募捐和對被害者進行支援。（京都動畫）不僅是日本，也是世界的創作者社區的支柱，我們的心和被害者們同在」。該公司行政總裁亦對此次縱火案中的死難者表示哀悼，及祈願京都動畫能從悲劇中恢復。
蘋果公司執行長提姆·庫克在推特上對事件表達哀悼，並指事件的影響已遠遠超出日本的範圍。知名音樂遊戲《Osu!》的osu玩家（snowyani2000）繪製了一幅哀悼京都動畫的畫作，該畫作於2019年8月8日的更新後亦被放入主畫面中。英格蘭球會切爾西足球俱樂部對事件表示哀悼並致以最誠懇的慰問。美國花样滑冰运动员约翰尼·威尔（Johnny Weir）对此事在推特上表示哀悼。

## 爭議
京都市市長門川大作在2019年7月18日晚間出席第25屆日本參議院議員通常選舉京都府選舉區參選人的造勢晚會，提到京都動畫縱火案時稱「救火的時候3分鐘、10分鐘都很重要，選舉也是最後一兩天能夠翻轉」，被批評為不適當言論。門川在19日就此發言道歉。
日本國民民主黨幹事長平野博文在2019年7月19日晚出席滋賀縣栗東市舉行的滋賀縣選區在野黨統一候選人演講會進行應援演說時，拿出自己購買的打火機，並說「雖然想用這個打火機燃亮大家的心，但如果變成京都那邊那樣的話就麻煩了，所以今天就不用了」，引發爭議。平野後來在同月21日的電視節目上道歉。
曾任職於京都動畫的日本動畫導演山本宽先是在推特發文表示“我在东京”，被認為是在暗示不是其本人纵火。其後，山本在转推新海诚祈求平安的推文时又称“你闭嘴”（本是网友呛山本宽的话），被網友批評因个人恩怨而丧失人性，也有人认为其发帖是误以为新海诚借机宣传將在19日上映的新作电影《天气之子》而感到愤怒。之後山本發文說自己是被誤解並道歉，但是其推特帳號仍在當天遭到檢舉而被暫時停用。隔日，新华社记者在事发当地报道现场情况时，偶然拍攝到山本宽前往献花悼念的场景，其神情哀伤。
Cover旗下Hololive中國大陆地區負責人石巍斌在7月18日被爆出当天在相關幻夜字幕組工作群中“越烧人气越好”、“是我的话，我自己也烧一下”的争议言論。石巍斌于20日以中文截图形式發推道歉。7月21日，Cover宣布解除与石所在公司的合同，并就他“未把握事件信息而发出的不适当言论”道歉，向事件受害者致以慰问。
日本共同通訊社大阪社會部推特賬戶在8月2日貼出一份告示，公開向此次縱火案死難者親友徵求資料及採訪。此舉引致部分推特用戶不滿日本大眾傳媒不尊重死難者親友感受。

## 相關作品

### 漫畫
- 《驀然回首》藤本樹的短篇漫畫作品，故事中的犯罪事件多半被解讀為影射此縱火案。

### 紀錄片
- 《The Document 烈火的前端～京阿尼事件與被縱火女子的 29 年～》以被告青葉真司的主治醫師為出發點，講述主治團隊的心路歷程[9]。

## 註解
1. 1 2  导致44人死亡的歌舞伎町大楼火灾事故（发生在2001年9月）比此事件死亡人数更多，但截至目前，歌舞伎町大楼火灾事故的发生原因无法确定是否为纵火。
2. ↑  京阿尼是京都動畫的暱稱。